# Kappebavianen
Kappebavianen er en dansk dokumentarfilm fra 1956, der er instrueret af Claus Hermansen efter manuskript af Holger Poulsen.

## Handling
En film om kappebavianerne, optaget i Zoologisk Have i København.